# Најџел Бенет
Најџел Бенет (енгл. Nigel Bennett; Вулверхемптон, 19. новембра 1949), канадско британски је позоришни, филмски и телевизијски глумац.